# Світов Олександр Миколайович
Олександр Миколайович Світов (рос. Александр Николаевич Свитов; 3 листопада 1982, м. Омськ, СРСР) — російський хокеїст, центральний нападник. Виступає за «Салават Юлаєв» (Уфа) у Континентальній хокейній лізі. Заслужений майстер спорту Росії (2012).
Вихованець хокейної школи «Авангард» (Омськ). Виступав за «Авангард-2» (Омськ), «Авангард» (Омськ), «Тампа-Бей Лайтнінг», «Спрингфілд Фалконс» (АХЛ), «Гамільтон Бульдогс» (АХЛ), «Колумбус Блю-Джекетс», «Сірак'юс Кранч» (АХЛ).
В чемпіонатах НХЛ — 179 матчів (13+24), у турнірах Кубка Стенлі — 7 матчів (0+0).
У складі національної збірної Росії учасник чемпіонату світу 2012 (10 матчів, 0+0). У складі молодіжної збірної Росії учасник чемпіонату світу 2001. У складі юніорської збірної Росії учасник чемпіонату світу 2000.
Досягнення
- Чемпіон світу (2012)
- Володар Кубка Гагаріна (2011)
- Срібний призер юніорського чемпіонату світу (2000).
- Переможець молодіжного чемпіонату світу (2002)

## Статистика
| 1999—00      | Авангард Омськ       | Суперліга    | 19  | 3  | 3  | 6  | 45  | —  | — | — | — | —  |
| 2000—01      | Авангард Омськ       | Суперліга    | 39  | 8  | 7  | 15 | 115 | —  | — | — | — | —  |
| 2001—02      | Авангард Омськ       | Суперліга    | 3   | 0  | 1  | 1  | 2   | —  | — | — | — | —  |
| 2002—03      | Спрингфілд Фалконс   | АХЛ          | 11  | 4  | 5  | 9  | 17  | —  | — | — | — | —  |
| 2002—03      | Тампа-Бей Лайтнінг   | НХЛ          | 63  | 4  | 4  | 8  | 58  | 7  | 0 | 0 | 0 | 6  |
| 2003—04      | Гамільтон Бульдогс   | АХЛ          | 30  | 9  | 9  | 18 | 79  | —  | — | — | — | —  |
| 2003—04      | Тампа-Бей Лайтнінг   | НХЛ          | 11  | 0  | 3  | 3  | 4   | —  | — | — | — | —  |
| 2003—04      | Колумбус Блю-Джекетс | НХЛ          | 29  | 2  | 6  | 8  | 16  | —  | — | — | — | —  |
| 2004—05      | Сірак'юс Кранч       | АХЛ          | 69  | 19 | 23 | 42 | 200 | —  | — | — | — | —  |
| 2005—06      | Авангард Омськ       | Суперліга    | 33  | 3  | 7  | 10 | 142 | 13 | 4 | 2 | 6 | 10 |
| 2006—07      | Колумбус Блю-Джекетс | НХЛ          | 76  | 7  | 11 | 18 | 145 |    |   |   |   |    |
| 2007—08      | Авангард Омськ       | Суперліга    | 54  | 10 | 10 | 20 | 140 | 4  | 0 | 3 | 3 | 10 |
| 2008—09      | Авангард Омськ       | КХЛ          | 32  | 8  | 8  | 16 | 86  | 6  | 1 | 0 | 1 | 41 |
| 2009—10      | Авангард Омськ       | КХЛ          | 44  | 7  | 17 | 24 | 95  | 3  | 1 | 0 | 1 | 4  |
| 2010—11      | Салават Юлаєв Уфа    | КХЛ          | 39  | 9  | 10 | 19 | 44  | 20 | 5 | 3 | 8 | 20 |
| 2011—12      | Салават Юлаєв Уфа    | КХЛ          | 42  | 10 | 9  | 19 | 40  | 6  | 1 | 2 | 3 | 29 |
| Всього в НХЛ | Всього в НХЛ         | Всього в НХЛ | 179 | 13 | 24 | 37 | 223 | 7  | 0 | 0 | 0 | 6  |